# 상계제일중학교
상계제일중학교(上溪第一中學校)는 대한민국 서울특별시 노원구 중계동에 있는 공립 중학교이다.

## 학교 연혁
- 1970년 9월 1일 : 초대 천덕기 교장 취임
- 1971년 1월 16일 : 상계여자중학교 설립인가
- 1971년 3월 3일 : 개교 및 입학식
- 2001년 3월 1일 : 상계제일중학교(남녀 공학) 교명 변경
- 2003년 3월 1일 : 연식 정구부 창단
- 2010년 4월 30일 : 신관 준공[임대형 민자(BTL) 사업 학교]
- 2022년 9월 1일 : 제18대 이정환 교장 취임
- 2023년 1월 4일 : 제50회 졸업식 190명(남 92명, 여 98명)
- 2023년 3월 2일 : 제53회 입학식 160명(남 90명, 여 70명)

## 참고 자료
- 상계제일중학교 - 한국교육학술정보원 학교알리미